# إدواردو باريتو
إدواردو باريتو (بالإسبانية: Eduardo Barreto) هو رسام وكاتب سيناريو أوروغواياني، ولد في 1954 في مونتفيدو في الأوروغواي، وتوفي بنفس المكان في 15 ديسمبر 2011 بسبب التهاب السحايا.

## روابط خارجية
- إدواردو باريتو على موقع IMDb (الإنجليزية)